# Gran Madre di Dio (titolo cardinalizio)
Gran Madre di Dio (in latino: Titulus Praecelsae Dei Matris) è un titolo cardinalizio istituito da papa Paolo VI il 5 febbraio 1965 con la costituzione apostolica Sacra Romae. Il titolo insiste sulla chiesa della Gran Madre di Dio, la quale fu consacrata il 29 maggio 1937 da mons. Francesco Beretti, vescovo titolare di Cesarea di Filippo, commendatore di Santo Spirito; la sede è parrocchia dal 1º dicembre 1933.
Dal 24 novembre 2007 il titolare è il cardinale Angelo Bagnasco, arcivescovo emerito di Genova.

## Titolari
- Agnelo Rossi (22 febbraio 1965 - 25 giugno 1984 nominato cardinale vescovo di Sabina e Poggio Mirteto)
- Ángel Suquía Goicoechea (25 maggio 1985 - 13 luglio 2006 deceduto)
- Angelo Bagnasco, dal 24 novembre 2007